# Agrilus certus
Agrilus certus es una especie de insecto del género Agrilus, familia Buprestidae, orden Coleoptera.
Fue descrita científicamente por Descarpentries & Villiers, 1963.